# Ioan Rus
Ioan Rus, né le 21 février 1955 à Cășeiu, est un homme d'État roumain membre du Parti social-démocrate (PSD). Il est ministre des Transports du 24 juin 2014 au 16 juillet 2015.

## Biographie

### Formation et vie professionnelle
Après avoir obtenu un diplôme de génie mécanique en 1984 à l'université technique de Cluj-Napoca, il entame une carrière universitaire. Il accède ainsi au grade de docteur dix ans plus tard.

### Carrière politique
Il milite un temps aux Jeunesses communistes (UTC), puis rejoint le Parti de la démocratie sociale de Roumanie en 1994. Préfet du județ de Cluj en 1996, il est élu président du conseil local en juin 2000. Il démissionne de ce poste lorsqu'il est nommé ministre de l'Intérieur le 28 décembre suivant, dans le gouvernement du Premier ministre social-démocrate Adrian Năstase.
Avec le remaniement du 19 juin 2003, il augmente ses compétences en devenant ministre de l'Administration et de l'Intérieur ; il est en outre promu ministre d'État, chargé des Problèmes sociaux le 11 mars 2004.
Le 6 juin suivant, il arrive en tête du premier tour des élections municipales à Cluj-Napoca, totalisant 40,2 % des voix contre 33,1 % au candidat du Parti démocrate (PD). Il quitte l'exécutif le 15 juin, mais est tout de même battu cinq jours plus tard lors du deuxième tour par Emil Boc, qui engrange 56,3 %.
Il fait son retour au gouvernement en même temps que les sociaux-démocrates, le 7 mai 2012 ; il occupe alors les fonctions de ministre de l'Administration et de l'Intérieur du premier cabinet de Victor Ponta. Il démissionne toutefois le 6 août suivant,.
Il est rappelé au gouvernement le 24 juin 2014, en tant que ministre des Transports, dans le gouvernement Ponta III. Il démissionne le 11 juin 2015 après avoir déclaré que les enfants et les épouses des Roumains partis travailler à l'étranger étaient « des voyous » et « des putes ».